# Santa María Moyotzingo
Santa María Moyotzingo, localidad perteneciente al municipio de San Martín Texmelucan, Puebla ubicada a 3,8 km al sur de la cabecera municipal de San Martín Texmelucan, lentamente pero de manera sostenida se conurbará con San Jerónimo Tianguismanalco. Actualmente el presidente auxiliar es el C. Felipe Ramírez García
.

## Colindancias
- Norte: San Baltazar Temaxcalac
- Este: Villa Alta y San Mateo Ayecac del Estado de Tlaxcala
- Sur: Santa Ana Xalmimilulco del municipio de Huejotzingo
- Oeste: San Jerónimo Tianguismanalco y San Francisco Tepeyecac.

## Clima
Templado subhúmedo, con lluvias en verano y con

## Orografía
Situado sobre una planicie descendiente de nor-poniente a oriente, formando un pequeño valle que forma parte del Valle de Texmelucan; en general no tiene montañas, sólo los cerros o lomeríos de San Mateo Ayecac que son sus límites geográficos al oriente y, en la parte central del pueblo está el “tepematzin” que es un basamento piramidal del preclásico mesoamericano y que por estar cubierto por la naturaleza parece ser un pequeño cerro.

## Suelo
Fluvisol y Gleysol, aptos para la agricultura extensiva de temporal y riego; por su consistencia y abastecimiento de agua, son aptos para la instalación de industrias ligeras.